# Kalle och Emma

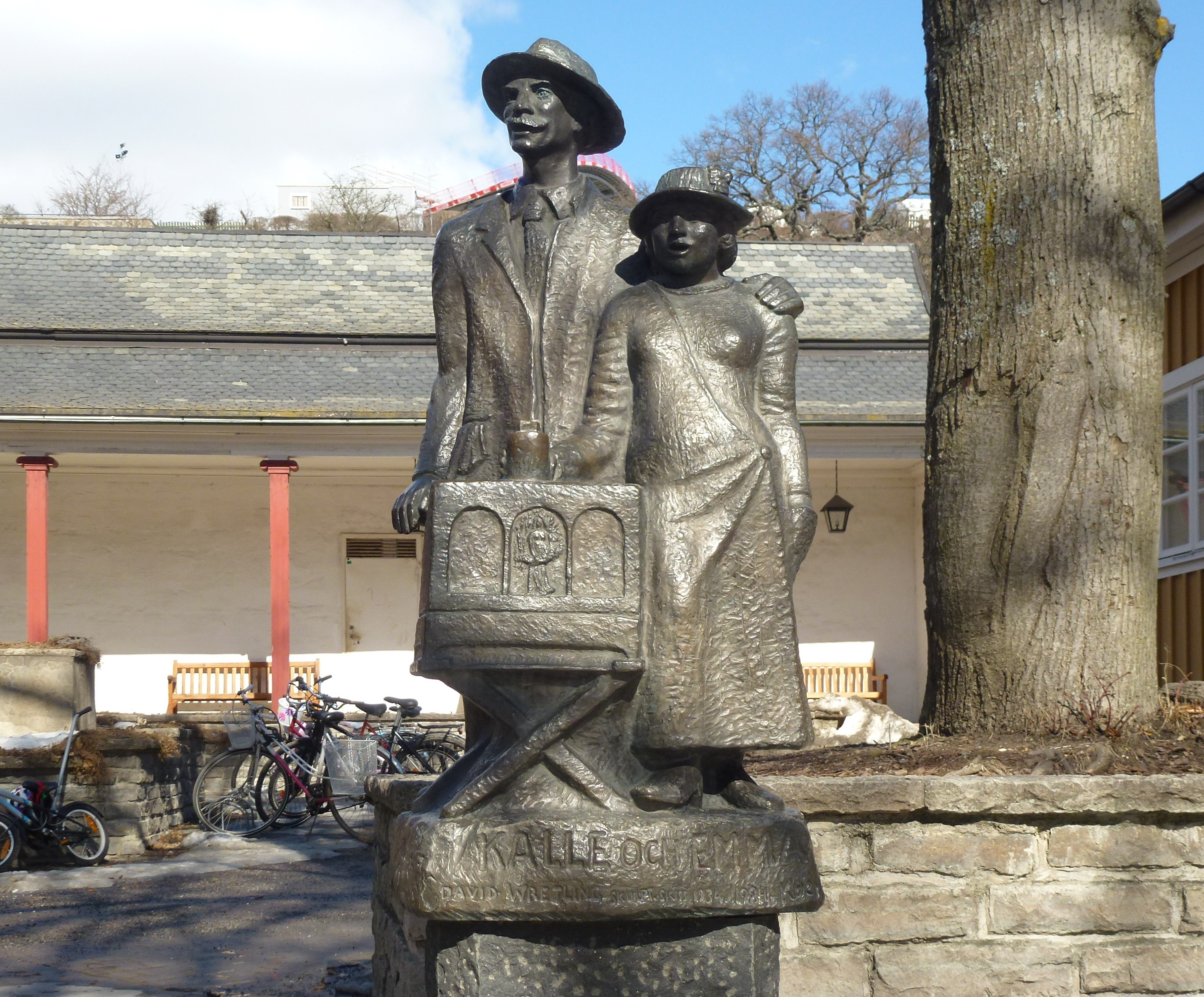
"Kalle och Emma", april 2013.

Kalle och Emma är en skulptur av konstnären David Wretling  som sedan 1985 står på Djurgårdsslätten vid Skansens huvudentré i Stockholm.
Skulpturen är gjuten i brons och visar ett sjungande par, Djurgårds-Kalle och Emma, med positiv. Skissen till Kalle och Emma skapade Wretling redan 1934 men först 1984 var skulpturen klar. Kalle och Emma uppställdes hösten 1985 på Djurgårdsslätten och avtäcktes av revyförfattaren Kar de Mumma, som hade engagerad sig för tillkomsten av verket. Hans initialer K de M står i skulpturens sockel.